# Johan van Zuylen van Natewisch

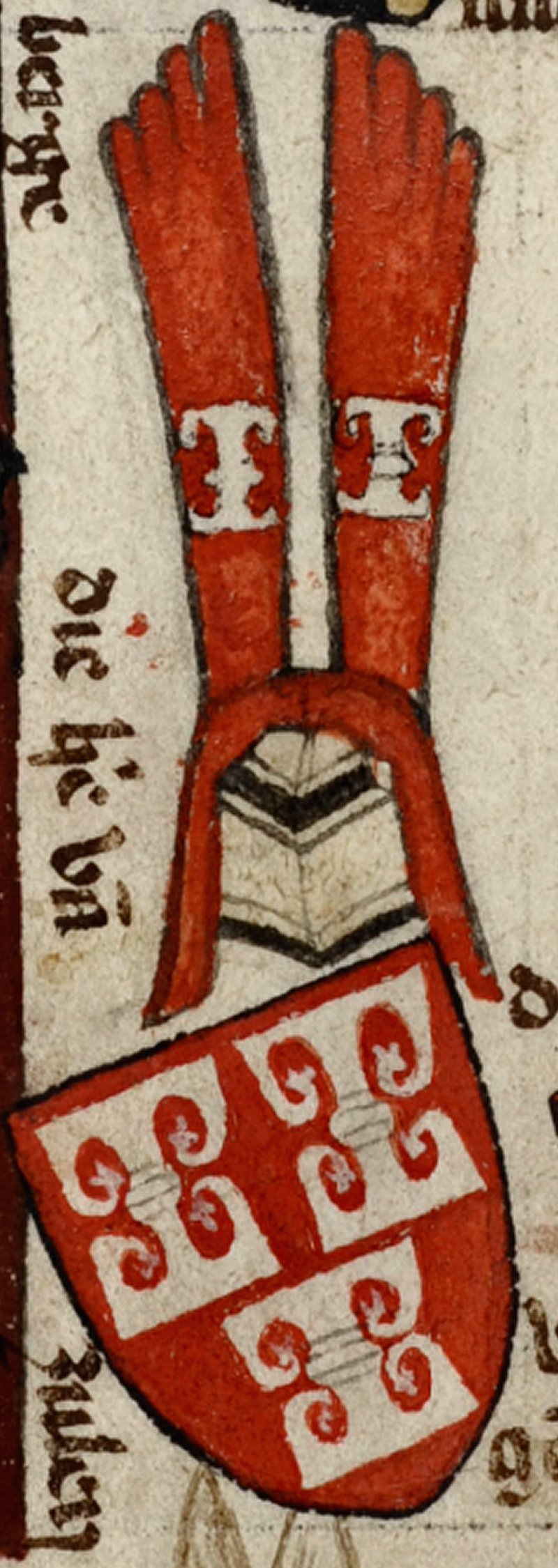
Wapen van het geslacht Van Zuylen, in het wapenboek Gelre. De tak Van Natewisch voerde hetzelfde wapen.

Johan van Zuylen van Natewisch  (9 september 1497) was een Nederlands heer en ambtenaar. Hij was heer van Natewisch en Zuilenstein, schildknaap, raad van bisschop David van Bourgondië (1459, 1466), hof- en tijnsmeester voor de bisschop (1474, 1486, 1487, 1492), richter van Langbroek en dijkgraaf van de Lekdijk.

## Familie
Johan was een zoon van Gerrit van Zuylen van Natewisch (overleden in 1438) en Foyse Matheusdr Poth.
Hij trouwde met Johanna van Rossum van Zoelen, dochter van Johan van Rossem van Zoelen, ambtman van Tiel, en Stevina van Wijlick. Later hertrouwde hij met Judith (Jutte) van Culemborg, dochter van Gerard van Culemborg, heer van Maurik en Geerestein (zoon van Gerard I, graaf van Culemborg) en Gijsberta van Zuylen van Nijevelt (dochter van Jacob van Zuylen van Nijevelt).
Kinderen uit het eerste huwelijk:
- Geertruid van Zuylen van Natewisch (voor 1445 - Utrecht, 1518), gehuwd met Gerrit Zoudenbalch (1431-1483), zoon van Hubrecht II Zoudenbalch en Waltera Evertsdr Schouten
- Hendrick van Zuylen van Natewisch, gehuwd met Lutgarde van Wese

Een kind uit het tweede huwelijk:
- Gerrit van Zuylen van Natewisch

## Loopbaan
Tijdens de Hoekse en Kabeljauwse Twisten behoorden bijna alle Van Zuylens tot de Hoeken. De familie had dan ook nauwe banden met andere Hoeksgezinden zoals de graven van Culemborg, de heren van Montfoort  en de Zoudenbalchs. Een aantal leden van de tak Van Nievelt hadden zelfs het ‘Verbond van Nijevelt’ gesloten waarin de verschillende takken van het geslacht, zich verenigden tegen bisschop David van Bourgondië.
Johan van Zuylen van Natewisch was op een bepaald moment burgemeester van Utrecht en een belangrijke supporter van het bisschopsambt voor Gijsbrecht van Brederode. Johan was een van de belangrijkste figuren onder de edelen en geestelijken die trouw zwoeren aan Gijsbrecht bij Rhenen op 9 april 1456. Dit was vier maanden voor de Bourgondische machtsgreep.
Ondanks een eed van trouw en het Verbond van Nijevelt koos Johan in de geschillen tussen David van Bourgondië en Gijsbert van Brederode toch de zijde van David en werd daardoor in 1456 voor zijn leven lang uit de stad Utrecht verbannen. Drie jaar later zou hij raad van David worden evenals hij dit werd in 1466.
Johan was tegen het eind van de 15e eeuw eigenaar van de veerstad te Elst tussen Ingen en Elst. In 1487 nam hij het Ingensche Veer over van Lubbert die Waell van Vronnesteijn, borg van de bisschop, schepen en burgemeester van Utrecht. Na zijn overlijden erfde zijn zoon Henrick (uit het tweede huwelijk met Johanna van Rossum) het veer. Vijf jaar later in 1502 droegen Henric van Zuylen en zijn vrouw Lutgarde van Wese het veer over aan Henric van Maudwiick (Mondwijk), kanunnik van de dom te Utrecht.